# Voleibol nos Jogos do Mediterrâneo de 2022
Os torneios de voleibol nos Jogos do Mediterrâneo de 2022 em Orã, Argélia, ocorreram entre os dias 26 de junho e 4 de julho de 2022. Um total de onze equipes masculinas e onze equipes femininas (cada uma com até 12 atletas) se classificaram para o torneio. A sede da fase final em ambos os naipes foi sediado no Hammou Boutlèlis Sports Palace, neste aconteceu a fase preliminar masculina e já a fase preliminar no feminino foi sediado no Bir El Djir Sports Hall. Isto significa que um total de 264 atletas competiram na modalidade.

## Calendário
| Junho/Julho | 25 | 26 | 27 | 28 | 29 | 30 | 1 | 2  | 3 | 4 | 5 |
| ----------- | -- | -- | -- | -- | -- | -- | - | -- | - | - | - |
| Voleibol    |    |    |    |    |    |    |   | QF |   | 2 |   |

|  | Dia de competição |  | Dia de final |

## Medalhistas
| Evento             | Ouro | Prata | Bronze |
| Masculino detalhes | Petar Višić · Stipe Perić · Kruno Nikačević · Bernard Bakonji · Marko Sedlaček · Tino Hanžić · Filip Šestan · Petar Đirlić · Hrvoje Pervan · Tomislav Mitrašinović · Ivan Mihalj · Ivan Zeljković · CRO | Francisco Iribarne · Víctor Rodríguez Pérez · Borja Ruiz · Jordi Ramón Ferragut · Unai Larrañaga Ledo · Jean Pascal Diedhiou · José María Hernández · Andrés Villena · Alvaro Gimeno Rubio · César Martín Pérez · David López Alacio · Miguel De Amo · ESP | Leonardo Ferrato · Francesco Recine · Federico Crosato · Alberto Pol · Marco Falaschi · Davide Gardini · Giulio Magalini · Gabriele Di Martino · Fabrizio Gironi · Andrea Schiro · Damiano Catania · Marco Vitelli · ITA |
| Feminino detalhes  | Francesca Bosio · Ilaria Battistoni · Sofia D'Odorico · Federica Squarcini · Sara Panetoni · Elena Perinelli · Alessia Mazzaro · Emma Cagnin · Bintu Diop · Giorgia Frosini · Linda Nwakalor · ITA      | Melis Yılmaz · Ilkin Aydın · Emine Arıcı · Ezgi Akyaldız · Buse Ünal · Aslıhan Kılıç · Ayçin Akyol · Buse Kayacan · Tutku Burcu Yüzgenç · Yasemin Şahin Yildirim · Derya Cebecioğlu · Yaprak Erkek · TUR                                                   | Tara Taubner · Andrea Tišma · Minja Osmajić · Bojana Gočanin · Jovana Cvetković · Hena Kurtagić · Ana Malešević · Vanja Savić · Isidora Kockarević · Branka Tica · Vanja Ivanović · Rada Perović · SRB                   |

## Países participantes
Um total de 22 equipes se classificaram para as competições de voleibol. Os números em parênteses representam o número de participantes classificados.
| - ALG (24) - EGY (24) - TUN (24) - ITA (24) - MKD (24) - GRC (24) | - TUR (24) - FRA (24) - CRO (24) - SRB (24) - ESP (24) |

## Classificação
Um total de onze equipes masculinas e onze equipes femininas se classificaram para competir nos jogos em cada torneio. O país-sede (Argélia) recebeu classificação automática para ambos os torneios. Todas as outras equipes classificaram-se através de vários torneios.

### Masculino
| Representação | Vagas | Classificados                                                                        |
| ------------- | ----- | ------------------------------------------------------------------------------------ |
| CAVB          | 3     | Argélia · Egito · Tunísia                                                            |
| CEV           | 8     | Itália · Macedônia do Norte · Grécia · Turquia · França · Croácia · Sérvia · Espanha |
| Total         | 11    |                                                                                      |

### Feminino
| Representação | Vagas | Classificados                                                                        |
| ------------- | ----- | ------------------------------------------------------------------------------------ |
| CAVB          | 3     | Argélia · Egito · Tunísia                                                            |
| CEV           | 8     | Itália · Macedônia do Norte · Grécia · Turquia · França · Croácia · Sérvia · Espanha |
| Total         | 11    |                                                                                      |

## Quadro de medalhas
| Ordem | País    |   |   |   |   |
| 1     | Itália  | 1 | 0 | 1 | 2 |
| 2     | Croácia | 1 | 0 | 0 | 1 |
| 3     | Espanha | 0 | 1 | 0 | 1 |
| 3     | Turquia | 0 | 1 | 0 | 1 |
| 5     | Sérvia  | 0 | 0 | 1 | 1 |
| TOTAL | TOTAL   | 2 | 2 | 2 | 6 |